# Jean Bernard Jauréguiberry

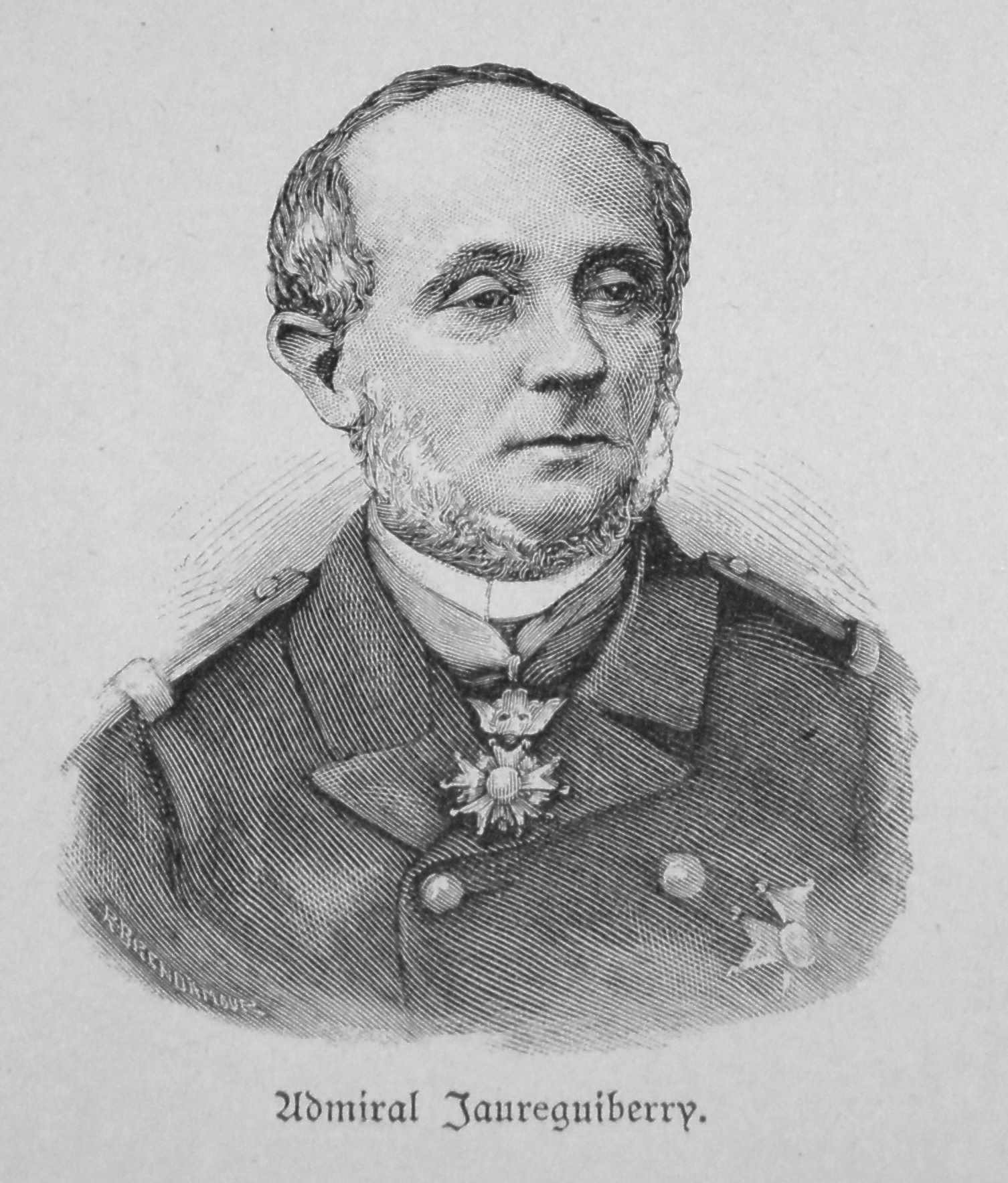
Jean Bernard Jauréguiberry

 Jean Bernardin Jauréguiberry (Bayona, Pirineos Atlánticos, 26 de agosto de 1815 - París, 21 de octubre de 1887) fue un almirante y político francés, senador y varias veces ministro. A raíz de su ejemplo durante la guerra franco-prusiana de 1870, fue el precursor del empleo en tierra de unidades de marina, idea que fue retomada en 1914.

## Carrera en la Marina
Hijo del jefe de la Capitanía del puerto de Bayona, fue admitido en la escuela naval de Brest en noviembre de 1831. Embarcó en 1832 en una fragata de 60 cañones, la Melpomène, con la que participó en el bloqueo de Amberes. Después de haberse licenciado en 1832 sirvió en África Occidental de 1834 a 1836 en los barcos Inconstant, Bordelaise y después en la corbeta Créoley de 1837 a 1840 en Brasil, donde tomó parte, sobre el buque Sapho, en las operaciones en el Paraná y Uruguay y en el bloqueo de Buenos Aires, también comandó durante varios meses el cúter Louise. Fue ascendido a alférez de navío en febrero de 1839, sirvió en el Levante mediterráneo desde 1840 a 1841 a bordo del Embuscade y en el Océano Índico de 1841 a 1842 en el Andromède. Ascendió a teniente de navío en diciembre de 1845. Prestó servicios más tarde en los barcos Alger y Océan de 1846 a 1848, después sobre el Caton en 1849 y Valmy en 1852. Comandó, de 1852 a 1854 el aviso la Chimère en Senegal y en las Antillas, en 1855 el cañonero Grenade durante la Guerra de Crimea. Su conducta durante los combates en Eupatoria y Kinburn le hizo ser nombrado capitán de fragata en diciembre de 1856. En 1857, fue nombrado Mayor de la división de la tripulación en Toulon.
Durante la expedición de China, recibió el mando del barco Gironde, después de la corbeta Primauguet dentro del escuadrón comandado por Charles Rigault de Genouilly. Durante la Campaña de Cochinchina, participó en el ataque a las fortificaciones de Đà Nẵng en 1858, en la toma de Saigón, en febrero de 1859, donde se distinguió durante la captura de los fuertes de Ki-Hoa junto a Henri Rieunier, teniente de navío. Cuando Charles Rigault de Genouilly volvió a Da Nang con el grueso de sus fuerzas en abril de 1859, Jauréguiberry quedó al mando de la ciudadela con una guarnición franco-española de unos mil hombres. Después de un ataque sorpresa vietnamita el 21 de abril de 1859, durante la cual perdió una gran cantidad de hombres, quedó sitiado en el fuerte Sur hasta que los asaltantes fueron derrotados en la batalla de Kỳ Hòa el 25 de febrero de 1861. Durante el mando del buque Meurthe en el ala de China capturó el campo de Tanggu, los fuertes de Bai He y Pekín, lo que le valió tres citaciones. Fue ascendido a capitán de navío en julio de 1860.
En octubre de 1861, fue nombrado gobernador de Senegal donde continúa con la política expansionista de Faidherbe, firmando acuerdos con los jefes de tribu de la Casamance al sur del país. Émile Pinet-Laprade le sucede el 13 de mayo de 1863 y Jauréguiberry vuelve a Francia para tomar sucesivamente el mando de las fragatas acorazadas Normandie (de 1863 a 1865) y Revanche (1867).
- Datos: Q259435
- Multimedia: Jean Bernard Jauréguiberry / Q259435